# Уряд Колумбії
Рада міністрів Колумбії — вищий орган виконавчої влади Колумбії при президенті країни.

## Формат
На чолі уряду — Президент Республіки. Також до його складу входить віце-президент, 18 міністерств і 6 адміністративних департаментів, чиї міністри і директори призначаються Президентом Республіки. Згідно зі статтею 203 Конституції Колумбії, за відсутності президента уряд очолює віце-президент.